# Ixtacomitán 3.ª Sección
Ixtacomitán 3.ª Sección es una localidad del municipio de Centro ubicado en la subregión centro del estado mexicano de Tabasco.

## Geografía
La localidad de Ixtacomitán 3.ª Sección se sitúa en las coordenadas geográficas 17°56′19″N 92°56′42″O / 17.938611, -92.945000, a una elevación de 10 metros sobre el nivel del mar.

## Demografía
Según el Censo de Población y Vivienda 2020, efectuado por el Instituto Nacional de Estadística y Geografía, la localidad de Ixtacomitán 3.ª Sección tiene 1,184 habitantes, de los cuales 595 son del sexo masculino y 589 del sexo femenino. Su tasa de fecundidad es de 2.01 hijos por mujer y tiene 336 viviendas particulares habitadas.
| Gráfica de evolución demográfica de Ixtacomitán 3.ª Sección entre 1970 y 2020 |
|                                                                               |
| INEGI.                                                                        |